# 5 000 mètres féminin aux championnats du monde d'athlétisme 2023
Pour des articles plus généraux, voir Championnats du monde d'athlétisme 2023 et 5 000 mètres aux championnats du monde d'athlétisme.
Navigation
Eugene 2022 Tokyo 2025
L'épreuve du 5 000 mètres féminin des championnats du monde de 2023 se déroule les 23 et 26 août 2023 au sein du Centre national d'athlétisme à Budapest, en Hongrie.

## Qualification
La période de qualification est comprise entre le 31 juillet 2022 et le 30 juillet 2023. Le minima de qualification est fixé à 14 min 57 s 00.

## Résultats

### Séries
Les 8 premières de chaque série (Q) se qualifient pour la finale.
| Rang | Série       | Athlète                    | Pays        | Temps    | Notes |
| ---- | ----------- | -------------------------- | ----------- | -------- | ----- |
| 1    | 2           | Sifan Hassan               | Pays-Bas    | 14:32.29 | Q     |
| 2    | 2           | Faith Kipyegon             | Kenya       | 14:32.31 | Q     |
| 3    | 2           | Ejgayehu Taye              | Éthiopie    | 14:33.23 | Q     |
| 4    | 2           | Freweyni Hailu             | Éthiopie    | 14:34.16 | Q     |
| 5    | 2           | Lilian Kasait Rengeruk     | Kenya       | 14:36.61 | Q     |
| 6    | 2           | Nozomi Tanaka              | Japon       | 14:37.98 | Q, NR |
| 7    | 2           | Nadia Battocletti          | Italie      | 14:41.78 | Q     |
| 8    | 2           | Laura Galván               | Mexique     | 14:43.94 | Q, NR |
| 9    | 1           | Beatrice Chebet            | Kenya       | 14:57.70 | Q     |
| 10   | 1           | Gudaf Tsegay               | Éthiopie    | 14:57.72 | Q     |
| 11   | 1           | Margaret Chelimo Kipkemboi | Kenya       | 15:00.10 | Q     |
| 12   | 1           | Agate Caune                | Lettonie    | 15:00.48 | Q, PB |
| 13   | 1           | Elise Cranny               | États-Unis  | 15:01.53 | Q     |
| 14   | 1           | Medina Eisa                | Éthiopie    | 15:03.07 | Q     |
| 15   | 1           | Alicia Monson              | États-Unis  | 15:03.35 | Q     |
| 16   | 1           | Maureen Koster             | Pays-Bas    | 15:05.13 | Q     |
| 17   | 1           | Francine Niyomukunzi       | Burundi     | 15:05.24 | q     |
| 18   | 2           | Natosha Rogers             | États-Unis  | 15:06.58 |       |
| 19   | 1           | Rose Davies                | Australie   | 15:07.93 | SB    |
| 20   | 1           | Karoline Bjerkeli Grøvdal  | Norvège     | 15:08.96 |       |
| 21   | 1           | Ririka Hironaka            | Japon       | 15:11.16 | SB    |
| 22   | 2           | Joselyn Daniely Brea       | Venezuela   | 15:11.16 |       |
| 23   | 2           | Amy-Eloise Markovc         | Royaume-Uni | 15:13.66 | SB    |
| 24   | 2           | Camilla Richardsson        | Finlande    | 15:13.84 |       |
| 25   | 1           | Sarah Chelangat            | Ouganda     | 15:14.89 |       |
| 26   | 2           | Jessica Hull               | Australie   | 15:15.89 |       |
| 27   | 1           | Megan Keith                | Royaume-Uni | 15:21.94 |       |
| 28   | 1           | Julie-Anne Staehli         | Canada      | 15:24.09 |       |
| 29   | 2           | Mariana Machado            | Portugal    | 15:28.97 |       |
| 30   | 1           | Viktória Wagner-Gyürkés    | Hongrie     | 15:29.42 |       |
| 31   | 1           | Ludovica Cavalli           | Italie      | 15:32.95 |       |
| 32   | 2           | Anjelina Nadai Lohalith    | Modèle:ART  | 15:35.25 |       |
| 33   | 2           | Prisca Chesang             | Ouganda     | 15:37.02 |       |
| 34   | 1           | Lauren Ryan                | Australie   | 15:40.23 |       |
| 35   | 1           | Briana Scott               | Canada      | 15:42.56 |       |
| 36   | 2           | He Wuga                    | Chine       | 15:54.30 |       |
| 37   | 2           | Erin Teschuk               | Canada      | 15:56.54 |       |
| 38   | 1           | Yuma Yamamoto              | Japon       | 16:05.57 |       |
|      | 2           | Fedra Aldana Luna Sambran  | Argentine   | DNF      |       |
| 2    | Sarah Lahti | Suède                      | DNS         |          |       |

### Finale
La Burundaise Francine Niyomukunzi est qualifiée à la suite du forfait de la Lettone Agate Caune. C'est la première à bénéficier de la nouvelle règle des forfaits.
| Rang               | Athlète                    | Pays       | Temps    | Notes |
| ------------------ | -------------------------- | ---------- | -------- | ----- |
| Médaille d'or      | Faith Kipyegon             | Kenya      | 14:53.88 |       |
| Médaille d'argent  | Sifan Hassan               | Pays-Bas   | 14:54.11 |       |
| Médaille de bronze | Beatrice Chebet            | Kenya      | 14:54.33 |       |
| 4                  | Margaret Chelimo Kipkemboi | Kenya      | 14:56.62 |       |
| 5                  | Ejgayehu Taye              | Éthiopie   | 14:56.85 |       |
| 6                  | Medina Eisa                | Éthiopie   | 14:58.23 |       |
| 7                  | Freweyni Hailu             | Éthiopie   | 14:58.31 |       |
| 8                  | Nozomi Tanaka              | Japon      | 14:58.99 |       |
| 9                  | Elise Cranny               | États-Unis | 14:59.22 |       |
| 10                 | Laura Galván               | Mexique    | 14:59.32 |       |
| 10                 | Lilian Kasait Rengeruk     | Kenya      | 14:59.32 |       |
| 12                 | Maureen Koster             | Pays-Bas   | 15:00.78 |       |
| 13                 | Gudaf Tsegay               | Éthiopie   | 15:01.13 |       |
| 14                 | Alicia Monson              | États-Unis | 15:04.08 |       |
| 15                 | Francine Niyomukunzi       | Burundi    | 15:15.01 |       |
| 16                 | Nadia Battocletti          | Italie     | 15:27.86 |       |

## Légende
Records et Performances
- AR : Record continental (area record)
- CR : Record des championnats (championship record)
- MR : Record du meeting (meet record)
- NR : Record national (national record)
- OR : Record olympique (olympic record)
- PR : Record paralympique (paralympic record)
- PB : Record personnel (personal best)
- SB : Meilleure performance personnelle de la saison (season's best)
- WL : Meilleure performance mondiale de l'année (world leader)
- WJR : Record du monde junior (world junior record)
- WR : Record du monde (world record)

Circonstances et Conditions
- DNF : N'a pas terminé (did not finish)
- DNS : N'a pas pris le départ (did not start)
- DQ : Disqualification (disqualification)
- NM : Aucun essai valable enregistré (No Mark)
- Q : Qualifié « directement » au prochain tour (ou à la prochaine compétition), lors d'une compétition majeure, grâce au classement ou à la réalisation des minima (automatic qualifier)
- q : Qualifié au prochain tour (ou à la prochaine compétition), lors d'une compétition majeure, grâce au repêchage ou à la réalisation de l'une des meilleures performances parmi celles des « non qualifiés directement » (grâce au meilleur temps ou à la meilleure distance par exemple) (secondary qualifier)